# Японское карри
Карри (яп. カレー, カレーライス Карэ, Карэ райсу) — японское блюдо, представляющее собой мясо-овощной гарнир со смесью пряностей карри. Обычно употребляется с рисом или с лапшой удон, также просто с хлебом и как начинка для пирожков.

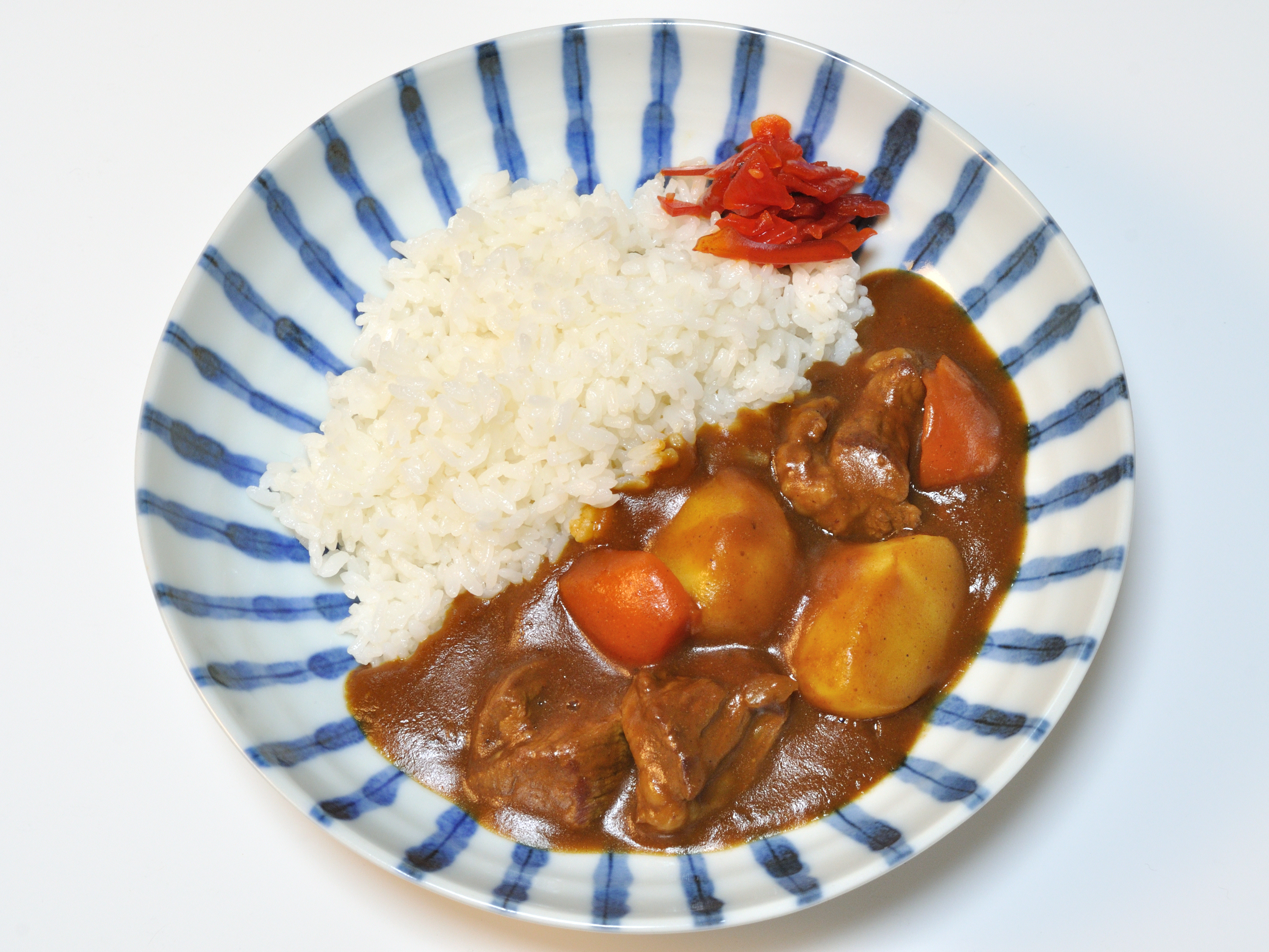
Японское карри

Пришедшее в японскую кухню в конце XIX века через Великобританию (почему, собственно, и считается в Японии блюдом европейской, а не азиатской кухни), к концу XX века карри приобрело такую популярность, что в настоящее время считается национальным блюдом Японии.

## Происхождение
Впервые в Японии карри появилось в эру Мэйдзи (1868—1912), через посредство британской кухни. В то время Индия находилась под административным управлением Британской империи, и адаптированный к европейским вкусам вариант индийского блюда был широко распространён на кораблях Royal Navy как недорогая и сытная еда для матросов. В конце XIX-начале XX века, после заключения японо-британского союза, правительство Японии заказало в Великобритании множество военных кораблей, таких как линейный крейсер «Конго», и направило в Великобританию для обучения собственных военных моряков, которые и привезли домой популярное британское блюдо, ставшее, в виде сытной подливки к традиционному белому рису, основой военно-морской диеты. После окончания Второй мировой войны демобилизованные матросы, привыкшие к корабельной еде, распространили блюдо среди гражданского населения.

## Приготовление
Основной составляющей японского карри является густой пряный соус из овощей и, как правило, мяса, в основном говядины, свинины или курицы, хотя встречаются и вегетарианские виды карри. В отличие от индийского карри, японский вариант обычно менее острый, но для любителей остроты доступны наборы пряностей, не уступающих остротой индийскому оригиналу. Существуют ещё два критических отличия японского карри от индийского варианта: во-первых, если большинство индийских карри рассматриваются как основное блюдо — похлёбка или рагу, которое едят с хлебом (наан) или его многочисленными заменителями в индийской кухне — блинчиками доса, лепёшками роти, паровыми пампушками идли и т.п, то в японской кухне карри — это приправа, которой оттеняют основное блюдо — традиционно, варёный рис. Во-вторых, если в Индии пряности для карри обычно используются в свежем виде и готовятся непосредственно перед приготовлением, то в Японии повара обычно применяют готовые и коммерчески широко распространённые наборы пряностей или сразу полуфабрикаты соуса (порошок карри и т. н. карри-ру).
Для приготовления соуса карри, основные его составляющие — мясо, а затем и твёрдые овощи (лук, морковь, сельдерей) — слегка обжариваются, как правило, на растительном масле, до появления золотистого оттенка, после чего заливаются кипятком или бульоном, заправляются картофелем (американский агроном Уильям Кларк, работавший в конце XIX века в Сельскохозяйственном Колледже Хоккайдо, предложил это дополнение для повышения калорийности карри в связи с существовавшей в те годы нехваткой риса) и тушатся до готовности. После этого полученная похлёбка загущается пряным ру из сливочного масла, муки и порошка карри, причём большинство домашних поваров пользуется широко доступными в продаже готовыми концентратами соуса, тогда как профессиональные повара предпочитают готовить его самостоятельно. Характерной особенностью многих рецептов японского карри является добавление при тушении яблок.
Карри подаётся в ресторанах, продаётся в магазинах в виде полуфабриката или бэнто. Иногда мороженое или какигори (десерт из колотого льда) также поливается японским карри.

## Разновидности японского карри
- Кацу-карри (カツカレー): Блюдо из обжаренных в хлебных крошках котлет тонкацу с соусом карри.
- Карри-пан (カレーパン): Напоминает пирожок с начинкой из карри. Начинка японских пирожков «пиросики»(ピロシキ) также обычно состоит из густого соуса карри.
- Карри-лапша: Удон или рамэн с добавлением соуса карри.
- Суп карри (スープカレー): Слабо загущенный соус карри с крупно нарезанными ингредиентами, напоминающий густой суп.